# تيونفيل
 تيونفيل ، (بالإنجليزية: Thionville)‏، نطق (الفرنسية: tjɔ̃vil)، (الألمانية: Diedenhofen - ˈdiːdn̩ˌhoːfn̩)، هي بلدية فرنسية تقع في إقليم شمال شرق فرنسا، في موسيل. تقع المدينة على الضفة اليسرى لنهر موسيل، مقابل ضواحيها يوتز.

## توأمة
لتيونفيل اتفاقيات توأمة مع كل من:
- جاو
- فارالو بومبيا

## أعلام
- فريديريك فايس
- ريمي أوتليك
- بنيامين كورنيي
- نصر الدين كراوش
- جوليان كويرشا
- برونو رودزيك